# Петровка (Шортандинський район)
Петро́вка (каз. Петровка) — село у складі Шортандинського району Акмолинської області Казахстану. Адміністративний центр Петровського сільського округу.
Населення — 957 осіб (2021; 1168 у 2009, 1420 у 1999, 1505 у 1989).
Національний склад станом на 1989 рік:
- німці — 39 %;
- росіяни — 25 %.